# واژگونی (داستان)
واژگونی  در اصطلاح ادبیات داستانی، عنصری است که پیرنگ داستان بر آن استوار است و معمولاً بلافاصله بعد از بزنگاه و پیش از گره‌گشایی روی می‌دهد و ضمن آن دگرگونی ناگهانی و غیرمنتظری در وضعیت یا موقعیت شخصیت اصلی یا قهرمان داستان یا نمایشنامه روی می‌دهد.